# A Dél-afrikai Köztársaság a 2024. évi téli ifjúsági olimpiai játékokon
A Dél-afrikai Köztársaság a dél-koreai Kangvonban megrendezett 2024. évi téli ifjúsági olimpiai játékok egyik részt vevő nemzete volt. Az ország a játékokon 1 sportágban (alpesi síelésben) 1 lány sportolóval képviseltette magát.

## Alpesisí

### Lány
| Versenyző       | Versenyszám            | 1. futam      | 1. futam      | 2. futam      | 2. futam      | Összesen | Összesen |
| Versenyző       | Versenyszám            | Idő           | Hely.         | Idő           | Hely.         | Idő      | Hely.    |
| --------------- | ---------------------- | ------------- | ------------- | ------------- | ------------- | -------- | -------- |
| Lara Markthaler | Műlesiklás             | Nem ért célba | Nem ért célba | Kiesett       | Kiesett       | Kiesett  | Kiesett  |
| Lara Markthaler | Óriás-műlesiklás       | Nem ért célba | Nem ért célba | Kiesett       | Kiesett       | Kiesett  | Kiesett  |
| Lara Markthaler | Szuperóriás-műlesiklás |               |               |               |               | 57,13    | 33.      |
| Lara Markthaler | Összetett              | 1:00,59       | 41.           | Nem ért célba | Nem ért célba | Kiesett  | Kiesett  |